# Opencard

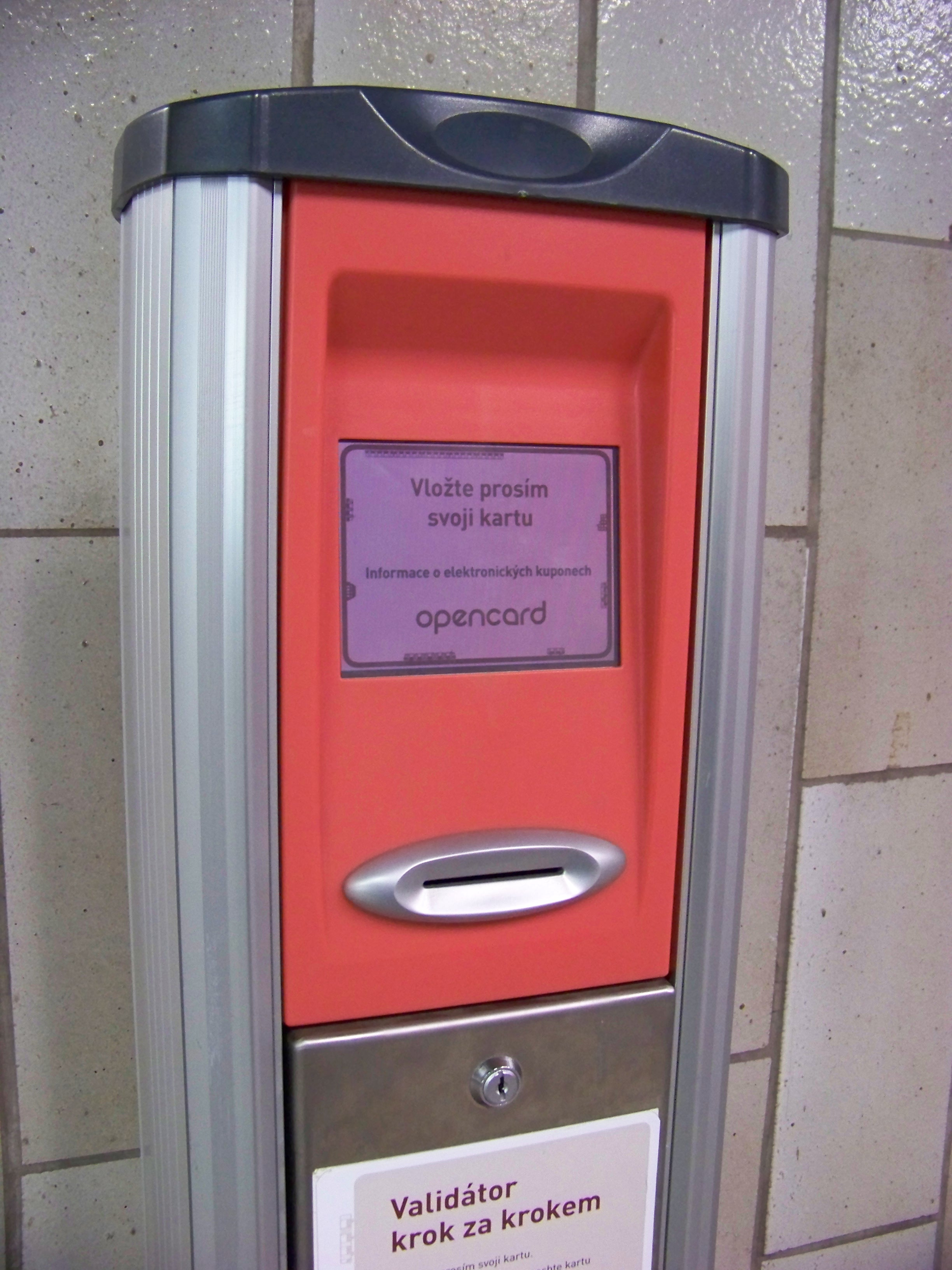
Validátor karet Opencard ve stanici metra

Opencard byl systém multifunkční čipové karty pro obyvatele i návštěvníky Prahy. Kartu postupně od roku 2006[zdroj?] zaváděl Magistrát hlavního města Prahy (MHMP). Koncem roku 2009 bylo držiteli karet téměř 400 tisíc lidí. Od 1. února 2011 převzal provozování Pražského centra kartových služeb (PCKS) od firmy Haguess a. s. Magistrát hlavního města Prahy. Začátkem roku 2016 začala být místo ní vydávána karta Lítačka. Opencard se nevydává od roku 2016 a všechny vydané karty pozbyly platnosti k únoru 2020.

## Aplikace na kartě
Opencard sloužila pro uložení dat a následně se na ni nahrávaly tzv. „aplikace“, například:
- Předplatné MHD – od 5. srpna 2008 sloužila v rámci kartové aplikace s názvem DOS (dopravní odbavovací systém) jako jedna z forem síťové jízdenky pro všechna tarifní pásma Pražské integrované dopravy, u většiny předplatních kuponů MHD byla navíc původní papírová forma zrušena,[4] papírové kupony existují pouze pro (dražší) přenosné jízdenky.[5]
- Parkování – sloužila k platbám za parkování v oranžových a zelených (návštěvnických) zónách placeného stání v Praze 1, 2, 3 a 7. Parkovací automat na základě platby kartou vydával běžný parkovací lístek. Pro platby v modrých (rezidentských) zónách karta určena nebyla.
- Knihovna – sloužila jako čtenářský průkaz Městské knihovny v Praze, funkce jsou shodné s kartou Městské knihovny.
- Vím, jak řídím – zabezpečený přístup na Portál hl. m. Prahy, který měl smysl jen ve vztahu k aplikaci Vím jak řídím, pomocí níž mohli registrovaní uživatelé, kteří jsou jako nepodnikající fyzické osoby provozovateli silničních motorových vozidel, na portálu zjistit, jaké nevyřešené dopravní přestupky na území hl. m. Prahy zjištěné Městskou policií hl. m. Prahy jsou k jejich vozidlu evidovány a jaké bodové a finanční postihy za to řidičům hrozí.
- Slevový program – karta nabízela různé slevy

## Kritika a problémy

### Náklady na projekt
Rámcový akční plán rozvoje informatiky počítal předběžně s celkovými náklady na Opencard od roku 2005 do roku 2008 ve výši 89,2 milionu korun. Skutečné náklady se však do března 2009 blížily 800 milionů Kč (z toho 504 milionů vynaložilo město, 217 až 232 milionů Dopravní podnik hl. m. Prahy, 40 milionů ROPID, nulové náklady vykazovala Městská knihovna) a dalších 225 milionů mělo město podle tehdejších informací vydat do konce roku 2009, takže celkové náklady v té době byly odhadovány na 1 miliardu. Odhady skutečných fixních nákladů na obdobný informačně-technologický projekt přitom činí 50 milionů Kč a variabilních 8 milionů ročně (při předpokládaném počtu 500 000 uživatelů a dvouleté fázi vývoje).

### Aféra s firmou Haguess
Na podzim 2009 bylo auditem zjištěno, že celý projekt je pro město Praha nevýhodný a zisky jdou soukromé firmě Haguess a dalším 7 firmám, které mají neprůhlednou vlastnickou strukturu a z nichž některé (například Chrisi Praga a Grand Princ) mají více či méně přímou spojitost s Romanem Janouškem. Podle prvního auditu (zpracovaného firmou NEXIA s. r. o.), o jehož výsledcích média referovala, činily náklady na zavedení a provoz karty již 888 miliónů korun, z toho 418,7 milionu do firmy Haguess (která do té doby měla roční obrat 20 milionů Kč), ale projekt negeneruje žádné příjmy. Některé ze zakázek zadaných odborem informatiky MHMP byly podle auditu vypsány v rozporu se zákonem o veřejných zakázkách, protože byly rozděleny na několik zakázek malého rozsahu.
Ředitel odboru informatiky MHMP Václav Kraus auditu vytkl 58 chyb, primátor Pavel Bém v prosinci 2009 oznámil, že město zadalo firmě e-FRACTAL s.r.o. vypracování druhého auditu a v případě potřeby objedná i třetí. Ladislav Mejzlík z Komory auditorů, označil za špatný signál, že firma e-FRACTAL s.r.o. není auditorská firma a není členem komory, tak ji nemůže nikdo ani kontrolovat. Třetí audit provedla společnost APOGEO audit s. r. o. Třebaže se výsledky auditů v mnohém lišily, článek na Aktuálně.cz konstatoval, že podle všech tří auditů se v případu vyskytly zdvojené zakázky, chaos v řízení a zbytečně vyplacené miliony navíc. Všechny tři audity však také údajně konstatovaly, že zadávání veřejných zakázek probíhalo v souladu se zákonem s jedinou výjimkou, kterou autorka článku zřejmě myslela v článku zmíněnou výtku z auditu Apogeo, že dodatek ke smlouvě mezi městem a společností MARK/BBDO byl protizákonně uzavřen bez zveřejnění.
Dne 26. ledna 2010 zveřejnil Magistrát části auditů a uvedl je citací z blíže nespecifikované zprávy z 3. jednání Rady hl. m. Prahy, podle níž společnosti e-FRACTAL s.r.o. a APOGEO audit s. r. o. došly k závěru, že „projekt Opencard je progresivní, perspektivní, dlouhodobě udržitelný a při zadávání veřejných zakázek nedošlo k zásadním pochybením“.
Firma, která vypracovala první audit, nebyla v mediálních zprávách o výsledcích auditu ani o jeho kritice jmenována. Podle přílohy k usnesení rady města šlo o firmu NEXIA s. r. o.
Aféra silně ovlivnila kampaň před sněmovními volbami v roce 2010. Cyril Svoboda z KDU-ČSL s odvoláním na tuto aféru vyzval primátora Pavla Béma k odstoupení a zaplatil deset billboardů zaměřených proti Bémovi, z nichž některé jsou ilustrovány rukou držící kartu Opencard. Další billboardy, k nimž se ústy Jaroslava Tvrdíka přihlásila ČSSD, vyzývá Pražany, aby vsadili na správnou Open kartu, a tři politici ODS jsou zobrazeni jako žolíci na Open Card.
V důsledku aféry opustila městskou radu Markéta Reedová, která projekt Opencard kritizovala, a Petr Štěpánek. O měsíc později Markéta Reedová oznámila, že hodlá prostřednictvím strany Věci veřejné kandidovat na primátorku. Aféra zvýraznila i vnitřní pnutí mezi pražskou organizací ODS a zbytkem strany. Rovněž náměstek pražského primátora Milan Richter připustil, že i s aférou Opencard souvisí pokles preferencí ODS v Praze. Navenek však ODS rozkol popírala a deklarovala svou jednotu.

### Trestní stíhání
Na podnět zastupitelky Jany Ryšlinkové se projektem Opencard v únoru 2010 začala zabývat policie. Detektivové Útvaru odhalování korupce a finanční kriminality SKPV předali 8. srpna 2012 Městskému státnímu zastupitelství v Praze návrh na podání obžaloby pěti osob, které navrhuje obžalovat ze spáchání trestných činů porušování závazných pravidel hospodářského styku podle § 127 odst. 1 trestního zákona a porušování povinnosti při správě cizího majetku podle § 255 odst. 1, odst. 3 trestního zákona resp. § 255a odst. 1, odst. 2 písm. b) trestního zákona. Obvinění, včetně někdejšího ředitele odboru informatiky Magistrátu hlavního města Prahy, se těchto trestných činů měli dopustit jako osoby zodpovědné za řádný průběh veřejných zakázek v rámci realizace servisního kartového centra – Opencard. Porušili zákonné podmínky pro řádný průběh veřejných zakázek a uzavřeli smlouvy nevýhodné pro Magistrát hlavního města Prahy. Tímto svým jednáním způsobili Magistrátu hl. m. Prahy škodu ve výši cca 70 mil. Kč.
Městské státní zastupitelství v Praze 22. října 2012 obžalovalo pět úředníků z magistrátu. V roce 2014 bylo pět úředníků Magistrátu hl. m. Prahy (Ivan Seyček, Miroslav Čadský, Zdeněk Jánský, Ladislav Kendík a také Jiří Chytil, který původně jako utajený svědek spolupracoval s policií a poté, co byl obviněn, obdržel Cenu za odvahu od Nadačního fondu proti korupci) nepravomocně odsouzeno k podmíněným trestům a/nebo pokutám.
V březnu 2013 policie kvůli projektu Opencard obvinila deset pražských radních pro podezření z porušení povinnosti při správě cizího majetku.
Dne 11. června 2015 podaly bývalá zastupitelka Jana Ryšlinková a aktivistika Tereza Kněžourková doplnění trestního oznámení z prosince 2009 k Státnímu zastupitelství v Olomouci. Při podání doplnění argumentovali tím, že přes jasně označená pochybení ve vyšetřování případ zůstal Městskému státnímu zastupitelství v Praze, které na případu, jemuž hrozí za rok a čtvrt promlčení, nepracuje.
V roce 2018 Nejvyšší soud zprostil obžaloby někdejší manažery pražského dopravního podniku Tomáše Petanu a Jana Suntycha. Petana byl v DPP ředitelem služeb, Suntych vedoucím informatiky (V roce 2007 doporučili uzavřít smlouvu s firmou Haguess). Za porušení povinnosti při správě cizího majetku byl odsouzen ke 3,5 roku vězení bývalý šéf magistrátního IT odboru Ivan Seyček. Šéf hodnotící komise Jiří Chytil vyvázl s podmínkou.

### Obžaloba vedení města
Městský soud v Praze se zabýval případem, ve kterém byli obžalováni Tomáš Hudeček, Eva Vorlíčková a další v rámci uzavření smluv s firmou Haguess kvůli Opencard. V roce 2016 je uznal soud vinnými. Dle soudce Alexandra Sotoláře porušili předpisy o hospodářské soutěži a také povinnosti při správě cizího majetku. Eva Vorlíčková si však při studiu prvoinstančního rozsudku všimla, že některé výpovědi neodpovídají tomu, co zaznělo v soudní síni. Její výhrady potvrdil i Vrchní soud v Praze a na 15 stranách rozepsal, kde všude změnil Městský soud výpovědi, které pak vyznívaly v neprospěch obžalovaných. Zkresleny byly i výpovědi zástupce advokátní kanceláře, který uvedl, že Hudečkovu rozhodnutí řešit záležitost tak, jak ji řešil, není možné právně nic vytknout. Dezinterpretována byla i výpověď zaměstnankyně téže právní kanceláře, jakož i výpověď zástupce pražského dopravního podniku. Zjištění vzbudilo kritiku a pochybnosti o „nezávislosti spravedlnosti“.
Na soudce Sotoláře byla za tyto manipulace podána kárná žaloba i trestní oznámení, oznámení policie odložila s tím, že ale nelze vyloučit jeho kárnou odpovědnost, o čemž dosud probíhá kárné řízení. Při kárném řízení v červenci 2020 byl zbaven funkce předsedy senátu avšak řadovým soudcem mohl zatím zůstat, ač ministryně spravedlnosti Marie Benešová ve své závěrečné řeči apelovala na kárný senát, aby se při svém rozhodování neřídil falešnou stavovskou solidaritou a zbavil Sotoláře i funkce soudce. Proti mírnosti postihu se vymezil bývalý předseda Nejvyššího správního soudu Josef Baxa, který také upozornil, že šlo i o přečin pozměňování veřejné listiny; kritizoval též předsedu Městského soudu v Praze za rozmělnění kárného řízení, ten je také kritizován za dřívější nečinnost.
Při opětovném projednávání případu v prosinci roku 2018 soud i přes výše uvedené obviněným uložil totožné podmíněné tresty. V polovině března 2019 však nový trestní senát soudu (prozatím nepravomocně) zprostil obžaloby bývalého primátora Hudečka, dvojici radních i úředníka. Naopak původní soudce v té době čelil kárným obžalobám kvůli zkreslení protokolů z hlavního líčení.

### Parlamentní vyšetřovací komise
Dne 20. března 2014 zřídila Poslanecká sněmovna vyšetřovací komisi pro kauzu opencard, pro zřízení hlasovalo 121 z přítomných 155 poslanců. Komise ve své závěrečné zprávě konstatovala, že dosavadní průběh trestního řízení provázely podezřelé kroky, které "nebyly nikdy uspokojivě vysvětleny a nesou jasně patrné stopy nedbalosti, anebo dokonce záměru".

### Problémy při výdeji
Největší nápor zájemců o kartu nastal během konce roku 2008 poté, co se pořízení Opencard stalo jedinou možností pro roční předplatní jízdenky na pražskou MHD. V té době magistrát nestíhal požadavky na vystavení karet plnit včas. Již v průběhu podzimu 2008 se ale situace změnila a původní převis žádostí nad výdejem byl odstraněn.

### Narušení soukromí
Občanské sdružení Iuridicum Remedium, které se zabývá ochranou práva na soukromí, kritizuje, že uživatel karty Opencard musí zadávat osobní údaje bez ohledu na to, jaké služby chce využívat, přičemž navíc jde o čipové karty snímatelné i na vzdálenost dvou metrů bez vědomí držitele. Sdružení ve své kampani požaduje pro platby v dopravě zavedení poloanonymní nediskriminační verze Opencard, která by neumožňovala strojovou identifikaci uživatele, a řádné vymazávání nadbytečných osobních údajů z databází. Toto sdružení udělilo v roce 2008 Magistrátu hlavního města Prahy za tuto kartu Cenu pro Velkého bratra v kategorii „největší úřední slídil“.
Anonymní verze Opencard sice existuje, ta je však (stejně jako anonymní neelektronická předplatní jízdenka) dražší, zároveň však legálně platí jako přenosná (může ji legálně využívat střídavě více cestujících). Anonymní verze samozřejmě nemůže sloužit jako průkaz ke slevě a tedy ji nelze využívat pro žádné druhy zvýhodněných jízdenek (žákovské, studentské, seniorské atd.).

### Prolomení
Dne 29. prosince 2012 na konferenci 29C3 (Chaos Communication Congress) v Hamburku oznámil Timo Kasper prolomení karet s čipem Mifare DESfire (MF3ICD40), tedy stejného typu, který používá Opencard. Kasper konstatoval, že při nákladech pod 2000 € a průměrné době 7 hodin jeho tým dokázal prolomit a zrekonstruovat jeden hlavní klíč (master key) a tři speciální klíče, které karta používá a přečíst tak všechny soubory na kartě. Master key je navíc stejný pro všechny karty Opencard, takže není nutné dešifrovat každou kartu zvlášť. Toto bezpečnostní riziko bylo známo již v době zavádění Opencard a dalo se mu předejít.

### Spor s eMoneyServices
Poté, co bylo rozhodnuto ukončení smlouvy na podporu systému Opencard, zjistilo se, že eMoneyServices nastavila omezení, které znemožnilo plný provoz systému po určitém datu. Toto omezení bylo obejito úpravou systémového data. S opravou systému eMoneyServices do systému zavedla další omezení, které už změnou data obejít nelze. V případě výpadku systému bylo jako řešení plánováno znovu zavést papírové předplatní jízdenky, od toho ale bylo upuštěno. Alternativní řešení nabídly společnost Visa s Českou spořitelnou a České dráhy, možné je také nasazení alternativy karty plzeňského dopravního podniku. Karty plzeňského dopravního podniku byly již v Praze otestovány, v případě podepsání smlouvy mohou být dodány do měsíce.

### Odmítnutí další spolupráce s eMoneyServices
V dubnu 2015 zveřejnila primátorka Adriana Krnáčová výsledky auditu projektu Opencard, který si magistrát zadal u společnosti NEXIA AP. Auditoři došli k závěru, že "uživatelská hodnota s výjimkou funkce elektronické tramvajenky je nulová" a že "projekt nebyl nikdy strategicky řízen městem, nýbrž dodavatelem, vysoká závislost je příčinou vysokých nákladů a současného kritického stavu". Na základě této analýzy primátorka Krnáčová odmítla možnost další spolupráce společností se společností E-Money Services, dodavatelem a držitelem licencí Opencard. Dle Krnáčové Opencard stála Hl. m. Prahu už 1,74 miliardy korun a pokračovat v tomto projektu je pro město jednoznačně nevýhodné.

## Odraz v kultuře
Kauzou Opencard se zabýval dokumentární film Iva Bystričana Zločin pana Chytila (2014) z cyklu Český žurnál.